# Night Comes On
Night Comes On es una película estadounidense de drama dirigida por Jordana Spiro, quien escribió el guion junto a Angélica Nwandu. Se estrenó el 19 de enero de 2018 en el Festival de Cine de Sundance de 2018.

## Sinopsis
Angel LaMere sale de un centro de menores en la víspera de su 18 cumpleaños. Preocupada por su pasado, se embarca en un viaje con su hermana de 10 años. 

## Reparto
- Dominique Fishback como Angel Lamere.
- Tatum Marilyn Hall como Abby Lamere.
- Nastashia Fuller como La Madre.
- John Jelks como John Lamere.
- Max Casella como Mark.
- James McDaniel como Agente de libertad condicional.
- Cymbal Byrd como Maya.

## Estreno
Night Comes On se estrenó el 19 de enero de 2018 en el Festival de Cine de Sundance de 2018.

## Recepción
Night Comes On ha recibido reseñas positivas de parte de la crítica y de la audiencia. En el sitio web especializado Rotten Tomatoes, la película posee una aprobación de 98%, basada en 56 reseñas, con una calificación de 7.6/10 y con un consenso crítico que dice: "Atrayendo de manera constante a los espectadores a su desgarradora historia con la misma intensidad sombría y sorprendente compasión, Night Comes On anuncia la llegada de la debutante directora Jordan Spiro y sus magnéticas estrellas jóvenes." De parte de la audiencia tiene una aprobación de 74%, basada en más de 250 votos, con una calificación de 3.8/5.
El sitio web Metacritic le ha dado a la película una puntuación de 79 de 100, basada en 15 reseñas, indicando "reseñas generalmente favorables". En el sitio IMDb los usuarios le han dado una calificación de 6.7/10, sobre la base de 1006 votos.